# Венера-5
Венера-5 је била совјетска аутоматска научно-истраживачка станица (вјештачки сателит) намијењена за истраживање планете Венере. Лансирана је 5. јануара 1969.

## Ток мисије
Намјена летјелице је била атмосферско истраживање Венере. Била је слична апарату Венера-4 иако је ојачана да издржи већи атмосферски притисак. Кад је Венера-5 пришла планети Венери, избачен је одсјек за спуштање од главног тијела летјелице. Током спуштања ка површини планете, избачен је падобран да успори пад. Пуне 53 минуте док је капсула падала, атмосферски подаци су прикупљани сензорима, и слати на Земљу радио-везом.
Капсула је носила и грб СССР и гравиру Лењина.

## Основни подаци о лету
- Датум лансирања: 5. јануар 1969.
- Ракета носач:
- Мјесто лансирања: Тјуратам, Бајконур
- Маса сателита (kg): 1130 укупно, капсула за спуштање 405

## Галерија
- Марка посвећена лету Венере-5 и 6.